# Wilhelm von Schwarz-Senborn

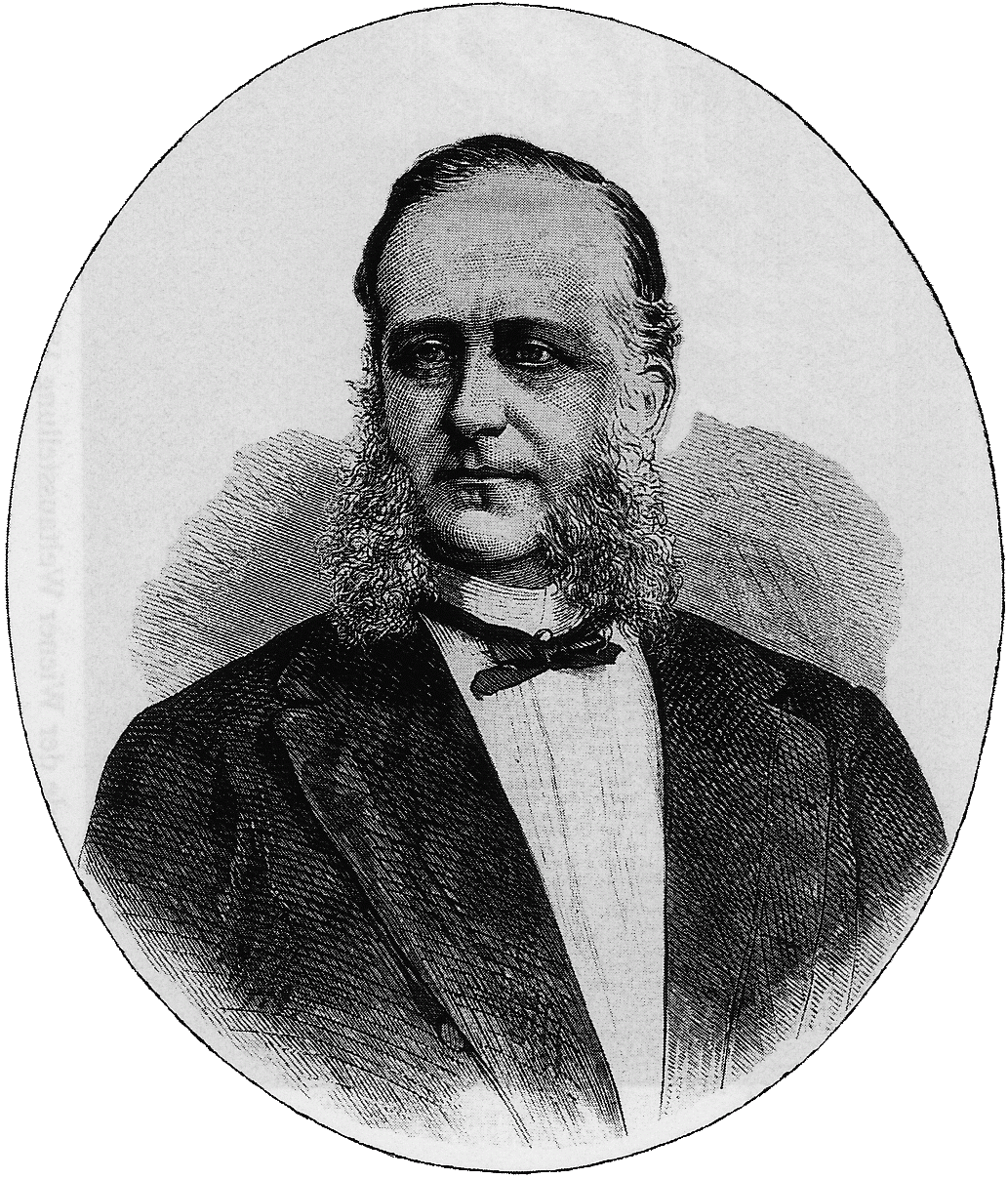
Wilhelm Freiherr von Schwarz-Senborn, um 1870

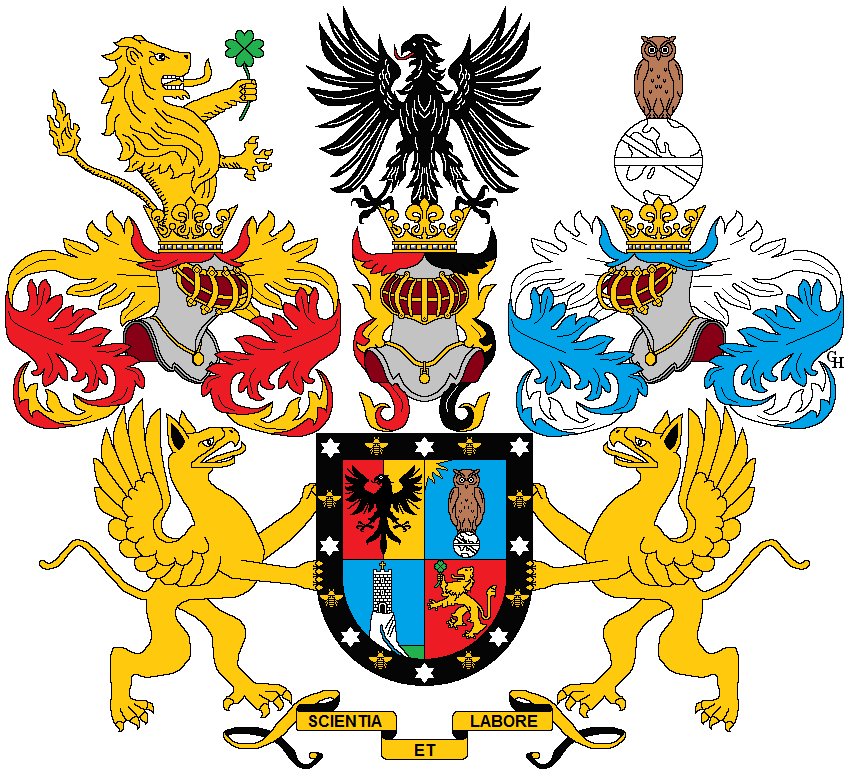
Wappen anlässlich seiner Erhebung in den österreichischen Freiherrenstand 1869.

Wilhelm Freiherr von Schwarz-Senborn (* 12. Juni 1816 in Wien; † 4. August 1903 in Mödling) war ein österreichischer Wirtschaftsfachmann, Volksbildner und Diplomat. Er wurde als Generaldirektor der Weltausstellung 1873 in Wien bekannt.

## Biografie

### Herkunft und Ausbildung
Wilhelm Schwarz-Senborn war der Sohn eines Lehrers. Sein Vater stammte aus Sachsen, seine Mutter war französischer Herkunft. Er promovierte nach dem Studium am Polytechnischen Institut der Universität Wien zum Doktor der Chemie und wurde zunächst als Pharmazeut tätig. Als Verfechter der aufkommenden Technisierung versuchte er, deren Verbreitung voranzutreiben.
1840 trat er als Kanzlist in den Niederösterreichischen Gewerbeverein ein, zu dem damals auch die Wiener Wirtschaft gehörte. Bereits 1841 wurde er dessen Sekretär. Nach Studienreisen nach Italien und Deutschland wechselte er 1848 ins neu begründete Handelsministerium.

### Im diplomatischen Dienst
Im Jahr 1850 übernahm Schwarz-Senborn die Position eines Generalkonsuls in London, seit 1854 war er Leiter des österreichischen Konsulats in Paris. Ab 1860 wurde er ständiger Vertreter Österreichs bei internationalen Ausstellungen. Nach der Betreuung einiger Industrieausstellungen in Deutschland und London wurde er 1862 mit der Leitung der österreichischen Sektion der Londoner Weltausstellung  betraut. In der Zeit zwischen 1860 und 1866 war er zudem persönlicher Berater Kaiser Franz Josephs.
Mit Diplom Wien 15. Dezember 1860 wurde er in den Ritterstand erhoben, mit Diplom Wien 22. Juli 1869 in den Freiherrenstand samt Wappenbesserung.

### Weltausstellung 1873

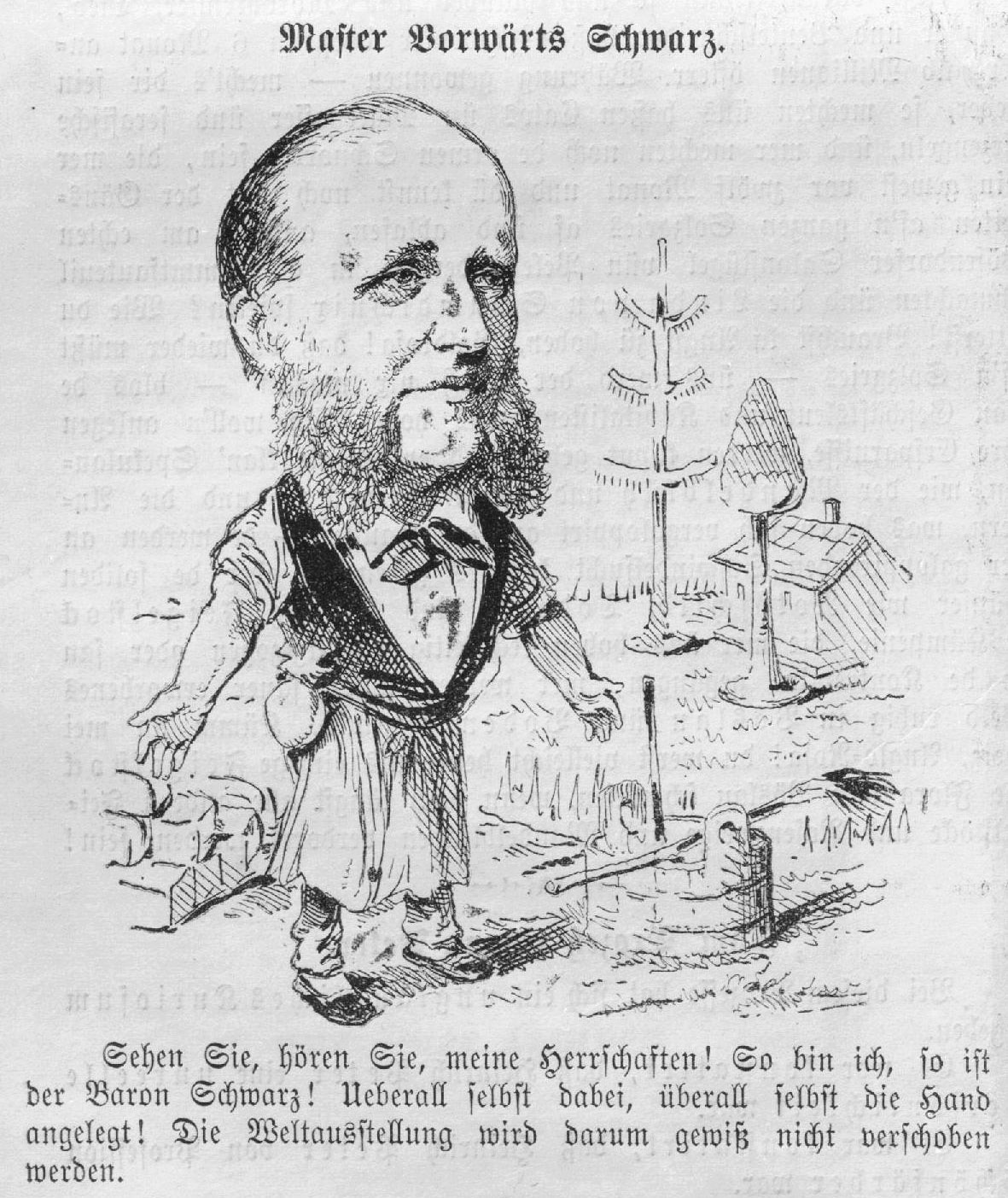
„Master Vorwärts Schwarz.“
Der Organisator brauchte für Spott nicht zu sorgen (Holzschnitt von 1872)

Siehe dazu Die Rolle des Ausstellungsleiters Schwarz-Senborn 1873
Auf Empfehlung von Industriellen wie Franz von Wertheim und dem Wunsch des Kaisers wurde Schwarz-Senborn am 9. Jänner 1871 zum Generaldirektor der geplanten Weltausstellung 1873 in Wien berufen. Im August des Jahres eröffnete er ein Büro an der Wiener Ringstraße. In der Öffentlichkeit ging er mit einer rücksichtslosen Zuversicht an sein Werk heran. Diese bewirkte, dass sich die Erwartungen der Wiener Bevölkerung bezüglich der materiellen Nachwirkungen der Ausstellung zu einer vollständigen Siegesgewissheit steigerten. Schon während der Vorbereitungsarbeiten wurde Schwarz-Senborn kritisiert. Einerseits wurde sein Führungsstil als eigenwillig und chaotisch beschrieben, andererseits eine Bevorzugung ausländischer Unternehmen gegenüber der inländischen Wirtschaft bei der Auftragsvergabe vorgeworfen. Die Tatsache, dass bei Ausstellungsbeginn bereits 16 Mio. Gulden bei budgetierten 6 Mio. Gulden ausgegeben wurden, war erneuter Anlass für Kritik. Das Ausstellungsgelände war noch lange nach seiner Eröffnung eine chaotische Baustelle. Während der Ausstellung wurde die Unübersichtlichkeit des gesamten Geländearrangements und die verwirrende Planlosigkeit in den Ausstellungskatalogen bekrittelt.
Aber auch nach Ende der Ausstellung warf man ihm die Kostenüberschreitungen und überhaupt den finanziellen Misserfolg der Ausstellung vor. Ein wesentlicher Anteil am Scheitern wurde Schwarz-Senborn durch die Teilnahme von mehr als 35 Nationen zugesprochen.
Johann Strauss widmete ihm zu Ehren die „Rotunde-Quadrille“. Er spielte sie zwar im Verlauf der Weltausstellung, gedruckt wurde sie allerdings erstmals zu einer Zeit, zu der Schwarz-Senborn nicht mehr Leiter der Weltausstellung war.

### Volksbildung

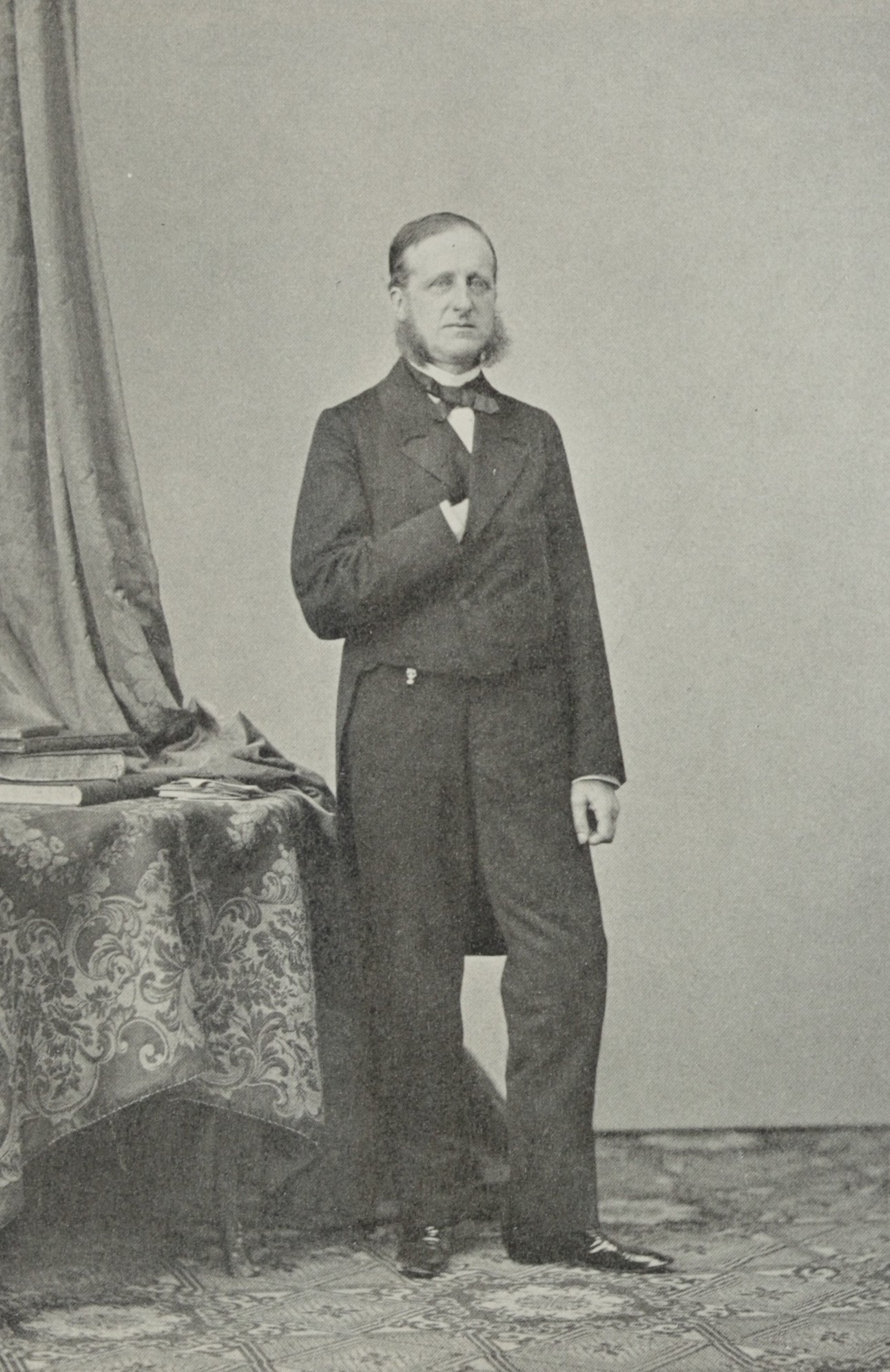
Wilhelm von Schwarz-Senborn, fotografiert Anfang der 1880er Jahre von Ludwig Angerer.

Schwarz-Senborn war sein Leben lang der Idee der Volksbildung verbunden. Bereits 1848 gründete er zusammen mit Alexander Helfert den Österreichischen Volksschriftenverein.
Später trat Schwarz-Senborn in Wien bei der Gründung der „Photographischen Gesellschaft“ in Erscheinung, und 1864 war er daran beteiligt, in Wien die erste Fotoausstellung des deutschsprachigen Raumes durchzuführen. Bei dieser Schau waren Fotografien zahlreicher Pariser Fotografen, wie Aimé Civiale, Alphonse Poitevin, Charles Nègre, Ernest Lacan, François-Marie Gobinet de Villecholle (Franck), Édouard Baldus oder Alphonse Davanne zu sehen, aber auch Österreicher wie die Forschungsreisenden Karl von Scherzer oder Oscar Kramer waren daran beteiligt. Während der Weltausstellung 1873 wollte Schwarz-Senborn die Bauphasen am Ausstellungsgelände dokumentiert wissen. Er vergab dazu eine Konzession für fotografische Aufnahmen und deren Vertrieb an eine Gruppe von Fotografen, die „Wiener Photographen-Association“.
Nach der Weltausstellung 1873 schuf Schwarz-Senborn aus den erhebliche Honoraren, die er von der österreichischen Industrie für seine Tätigkeit als Ausstellungsmanager erhalten hatte, eine Stiftung zur Gründung und Förderung volksbildnerischer Einrichtungen. Seine bekannteste Gründung aus diesen Mitteln war das Frauenfortbildungsinstitut „Athenäum“ (siehe unten).
Im Jahr 1879 entstand auf Initiative Schwarz-Senborns  der „Gemeinnützige Verein“ im neunten Wiener Gemeindebezirk, der die erste freie Bibliothek anbot. Als Ehrenmitglied war er dem Oberösterreichischen Volksbildungsverein eng verbunden. Er trug anfänglich die Spesen des von ihm 1885 mitbegründeten Niederösterreichischen Volksbildungsvereins.
Im Jahr 1885 war Schwarz-Senborn Mitbegründer des Niederösterreichischen Volksbildungsvereins, in dessen Anfangszeit er die Finanzierung übernahm. Dem Oberösterreichischen Volksbildungsverein gehörte er als Ehrenmitglied an.

### Institut Athenäum
Als Förderer war Schwarz-Senborn maßgeblich an der 1872 erfolgten Gründung des Frauenfortbildungsinstitutes „Athenäum“ beteiligt. Besonders im Zusammenhang mit diesem Projekt geriet Schwarz-Senborn wiederholt in Kritik. Das mit Unterstützung von Erzherzog Rainer zunächst als „Universalinstitut“ konzipierte Unternehmen sollte die übrig gebliebenen Exponate aus der Weltausstellung ausstellen. Die Verwendung dieser Objekte führte zu Streitigkeiten zwischen Schwarz-Senborn, dem Niederösterreichischen Gewerbeverein und Handelsminister Anton von Banhans. Der Ausstellungsexperte Wilhelm Exner arbeitete ein eigenes Konzept aus und bereitete in langer Vorbereitung unter der Schirmherrschaft des Niederösterreichischen Gewerbevereines die Gründung des Technologischen Gewerbemuseums vor. In dem Ausstellungskonzept waren die Exponate des Athaneum vorgesehen. Exner suchte die Zusammenarbeit mit Handelsminister Anton von Banhans und erreichte die Überführung der von der Ausstellung übrig gebliebenen Objekte in die Sammlung des Gewerbemuseums. Schwarz-Senborn wurde vorgeworfen, dass in seinem Ausstellungskonzept keine klare Linie erkennbar war, und die Exponate chaotisch ausgestellt wären.

### Spätere Jahre
Unter anderem, um die Bühne für Exners Pläne freizumachen, wurde Schwarz-Senborn 1874 als Botschafter nach Washington, D.C. weggelobt. Kurze Zeit später kehrte er aus finanziellen Gründen wieder nach Wien zurück, konnte seine politischen Träume von einer Position als Wiener Bürgermeister – als der er die Stadt erweitern wollte – aber auch nach seiner Rückkehr nicht verwirklichen.
Seit 1876 ist Schwarz-Senborn Ehrenbürger von Windischgarsten.
Schwarz-Senborn verstarb in der damals selbständigen Gemeinde Vorderbrühl, die heut zu Mödling gehört, an geistiger Umnachtung. Begraben ist er in der Familiengruft am Hietzinger Friedhof.

### Familie
Schwarz heiratet am 20. November 1848 Adeline Damböck (* 16. April 1832; † 17. Februar 1913), eine Tochter des Spitzenfabrikanten Ludwig Damböck. Kinder sind nicht bekannt.